# Mats Nyby
Mats Bertil Nyby, född 17 november 1946 i Jakobstad, död 11 maj 2021 i Jakobstad, var en finländsk socialdemokratisk politiker. Han var riksdagsledamot för Vasa valkrets åren 1983–1999.
Nyby var länge verksam inom lokalpolitiken i sin hemstad Jakobstad och bland annat ordförande för stadsfullmäktige under åren 1983–1996. Nyby, som var politices magister, arbetade från 1970 som lärare och studiehandledare. 